# Henry Segrave

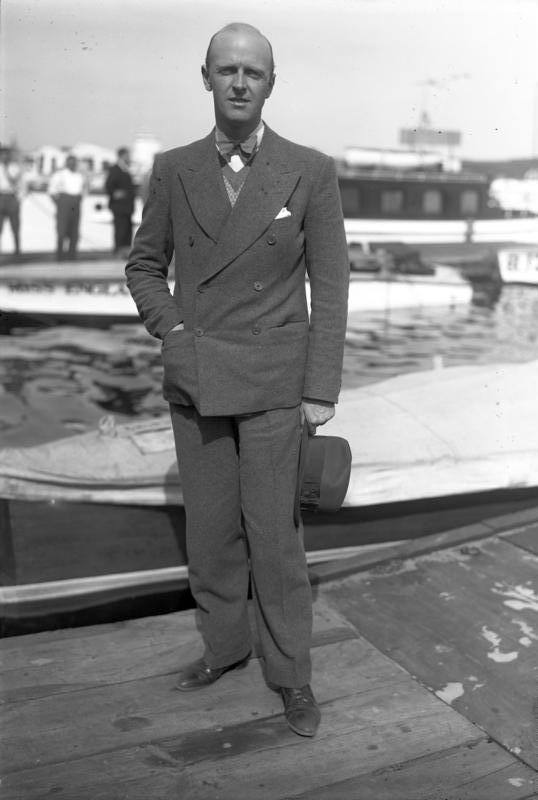
Sir Henry Segrave.

Henry O'Neil Segrave (Sir Henry O'Neil de Hane Segrave; 22 de septiembre de 1896 - 13 de junio de 1930) fue uno de los primeros pilotos británicos en lograr los récords de velocidad terrestre y náutico. Segrave, quien estableció tres registros de tierra y un registro de agua, fue el primero en ostentar ambos récords simultáneamente y también la primera persona en viajar a 200 millas por hora (321,9 km/h) en un vehículo terrestre.
Murió en un accidente en 1930, poco después de establecer un nuevo récord mundial náutico en Windermere, en el Distrito de los Lagos (Inglaterra). El Trofeo Segrave fue establecido para conmemorar su vida.

## Primeros años
Segrave, de nacionalidad británica, nació el 22 de septiembre de 1896 en Baltimore de madre estadounidense y padre irlandés. Fue criado en Irlanda y asistió al colegio de Eton en Inglaterra.

## Primera Guerra Mundial
En 1914 logró una plaza en el Royal Warwickshire Regiment. En enero de 1916, se incorporó al Real Cuerpo Aéreo, donde sirvió como piloto de combate (aunque mantuvo su cargo en el Royal Warwickshire Regiment). Herido en combate en 1915 y 1916, fue nombrado comandante de vuelo en julio de 1916. Después de la guerra, se trasladó a la rama administrativa de la Real Fuerza Aérea Británica en 1919, pero al poco tiempo renunció a su puesto debido a sus heridas de guerra.

## Deportes de motor

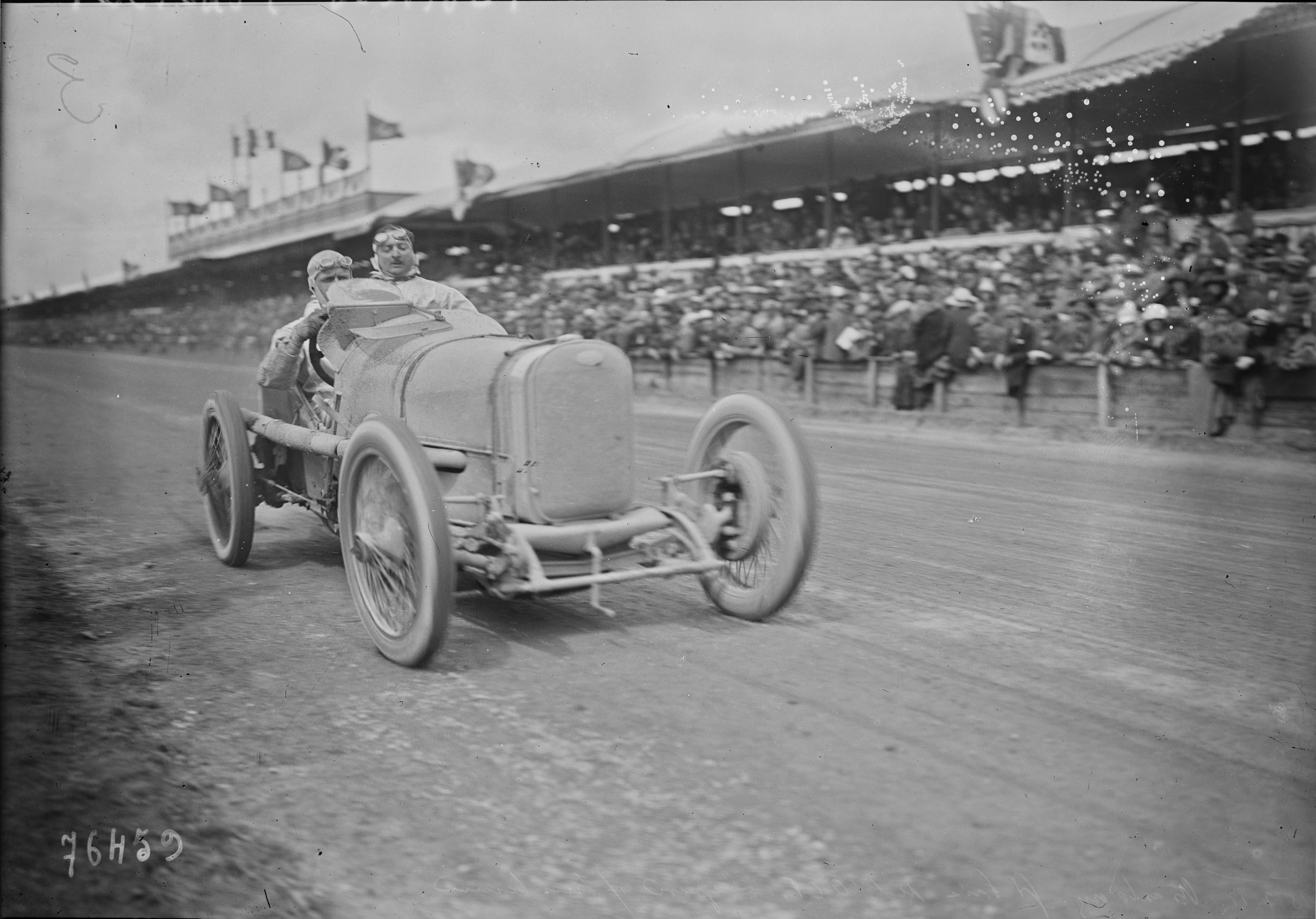
Segrave en el Gran Premio de Francia de 1922, celebrado en Estrasburgo

Después de la conclusión de la guerra, los fabricantes británicos de motores empezaron a construir vehículos más fiables y más rápidos. Conocedor de las carreras de automóviles desde su infancia, Segrave se convertiría pronto en un piloto ganador de campeonatos.
En 1921 ganó la primera carrera de automóviles de larga distancia realizada en Gran Bretaña. La Carrera de las 200 millas, que fue organizada por el Junior Car Club para coches ligeros con motor de 1500 cc, se celebró en Brooklands, en Surrey. Segrave ganó en un Darracq fabricado por Talbot, comercializado como Talbot-Darracq. En el mismo año que compitió en su primer Gran Premio de Francia, Darracq se reorganizó como parte del conglomerado de S.T.D. Motors. Con la puesta a punto de su Sunbeam Grand Prix, consiguió impresionar al diseñador de automóviles bretón, Louis Coatalen, para obtener un lugar en el formidable equipo de Sunbeam-Talbot-Darrac. En el Gran Premio de Francia de 1922, se vio obligado a retirarse con su Sumbean debido a quemaduras químicas.
Al año siguiente, cuando se adjudicó el Gran Premio de Francia de 1923 en un Sunbeam, se convirtió en el primer británico en ganar un Gran Premio en un automóvil británico. En 1924 ganó el Gran Premio de San Sebastián en el circuito de Lasarte (España). Después de una nueva victoria en Miramas (Francia), se retiró de las carreras para concentrarse en los récords de velocidad.

## Carrera de velocidad

### En tierra
El 16 de marzo de 1926, Segrave estableció su primer récord de velocidad en tierra de 152,33 millas por hora (245,2 km/h) con el Ladybird, un Sunbeam Tiger de 4 litros en la playa de Ainsdale en Southport, (Inglaterra). Un mes más tarde, este récord fue superado, cuando J. G. Parry-Thomas conduciendo el Babs, un automóvil hecho a la medida con un motor aéreo V12 Liberty de 27 litros de cilindrada y 450 CV.
Un año más tarde, se convirtió en la primera persona en viajar por encima de 200 millas por hora (321,9 km/h), cuando recuperó el récord de velocidad en tierra en el circuito playero de Daytona el 29 de marzo de 1927. Usando el Mystery (también conocido como 'The Slug', 'El Lingote'), un Sunbeam 1000HP, registró una velocidad de 203,79 millas por hora (328 km/h).
El 11 de marzo de 1929, Segrave estableció su último récord de velocidad en tierra, nuevamente en Daytona. Usando un nuevo automóvil diseñado por el Capitán Jack Irving, llamado "Golden Arrow", estableció un nuevo récord de 231,45 millas por hora (372,5 km/h). Segrave nunca intentó otro récord de velocidad en tierra después de presenciar la muerte a alta velocidad del piloto de carreras estadounidense Lee Bible, que intentaba establecer un nuevo récord de velocidad en tierra el 13 de marzo de 1929, en Ormond Beach, Florida. El Golden Arrow, que nunca se usó de nuevo, solo tiene una distancia acumulada de 18,74 millas (30,2 km) en su cuentakilómetros. El vehículo está en exhibición junto con el Sunbeam 350HP y el Sunbeam 1000HP de Segrave en el National Motor Museum, Beaulieu.
|  |  |  |

En el 90 aniversario del primer récord histórico de Segrave, su automóvil de carreras Sunbeam original regresó a Southport, donde fue conducido por la playa de Ainsdale en marzo de 2016.

### Sobre el agua

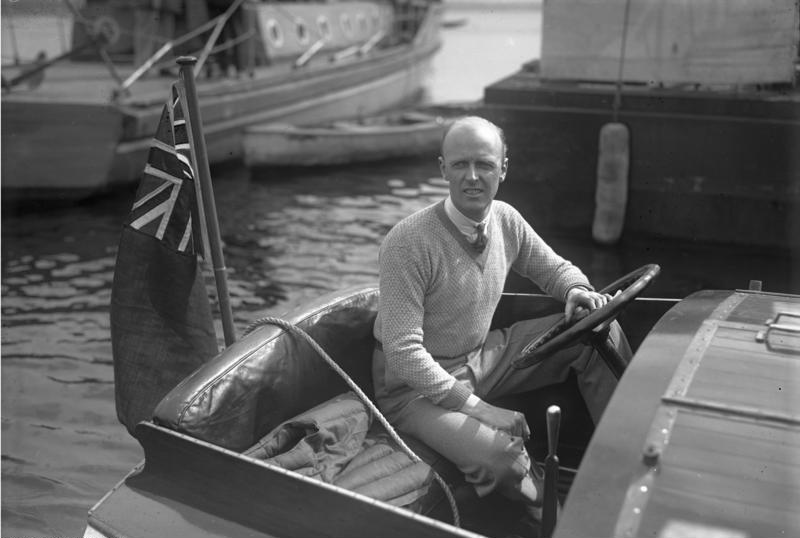
Segrave a bordo de la lancha Miss Alacrity en 1929

Segrave disponía del Miss England I, una lancha construida en 1928 en un intento por recuperar el Trofeo Harmsworth, que por entonces estaba en manos del estadounidense Gar Wood, cuya serie de botes Miss America, impulsados por motores de aviación de alta potencia, lo habían convertido en el poseedor de múltiples récords de velocidad sobre el agua y en el primero en viajar por encima de 100 millas por hora (160,9 km/h) sobre el agua. Aunque Segrave ya había usado motores aeronáuticos en algunos de sus vehículos de velocidad en tierra, Miss Inglaterra I utilizaba un solo motor Napier Lion. Segrave pensaba que la velocidad del barco provendría del avanzado diseño de su ligero casco de planeo. Wood, junto con otros diseñadores de barcos estadounidenses, opinaba que el diseño era demasiado débil para altas velocidades. Wood se ofreció de manera deportiva para ayudar a Segrave, en particular compartiendo sus experiencias en el diseño de hélices y timones.
Después de su récord de velocidad en tierra de 1929, Segrave fue inmediatamente a Miami para su carrera en lancha rápida con Wood, que ganó. Fue la primera derrota del estadounidense en nueve años. Después de que Segrave regresó a Gran Bretaña, fue nombrado caballero por sus muchos logros.

## Muerte

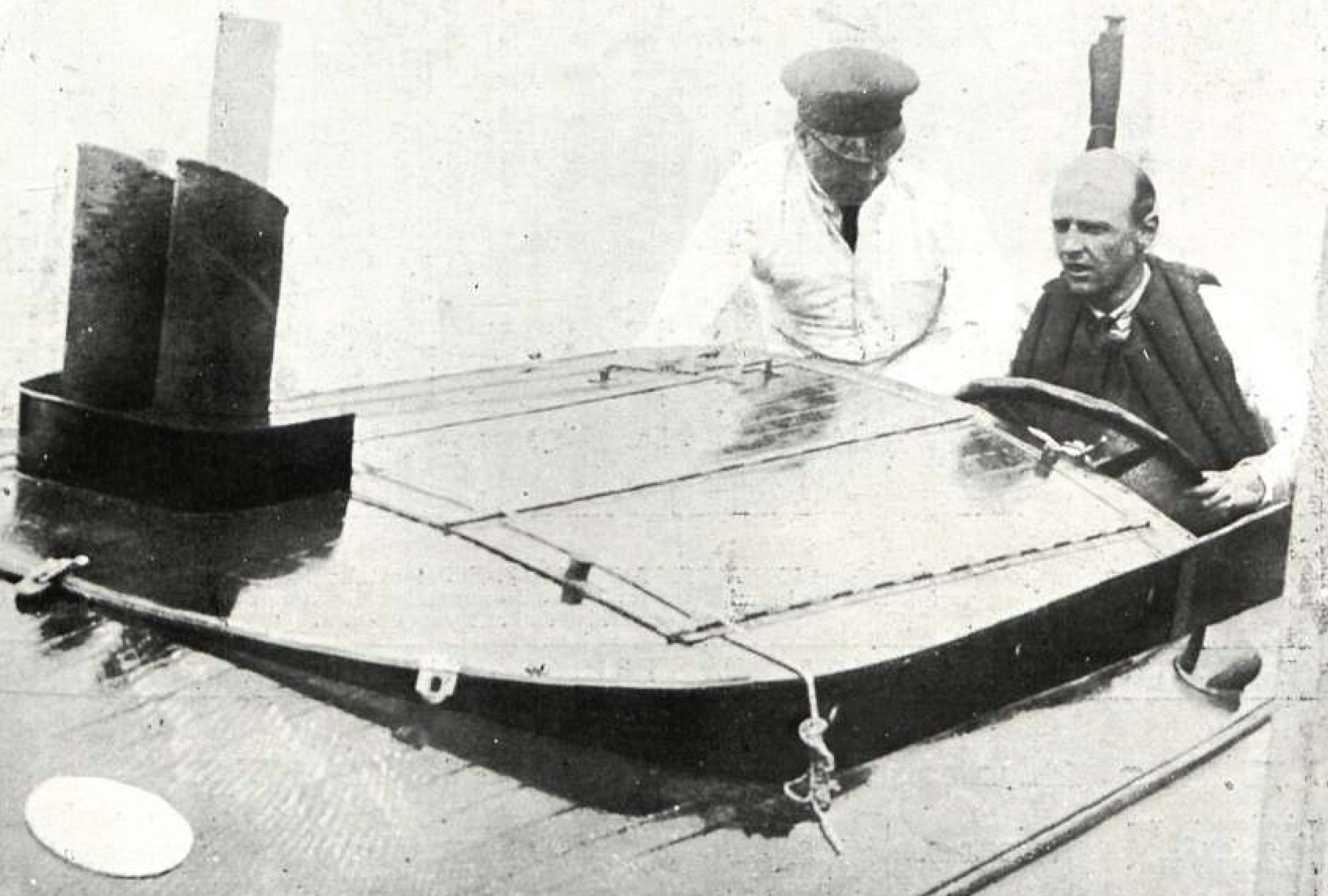
Segrave pilotando su canoa Miss England II, con la que batió el récord de la milla y en la que encontró la muerte

El viernes 13 de junio de 1930, pocos meses después de recibir el título de caballero, Segrave condujo su lancha Miss England II a un nuevo récord, con una marca de 98,76 millas por hora (158,9 km/h) en dos carreras en Windermere. Sin embargo, en el tercer trayecto el barco volcó cuando iba a toda velocidad. El ingeniero jefe Victor Halliwell murió por el impacto de la lancha cuando se estrelló. El mecánico Michael "Jack" Willcocks sobrevivió con un brazo roto después de ser expulsado de la nave. Segrave, quien fue rescatado inconsciente, recuperó la conciencia por un momento y preguntó sobre el destino de "sus hombres". Poco después de que le informaron de que había batido el récord, murió por una hemorragia pulmonar aguda. Aunque se descubrió una gran rama flotante cerca del lugar del accidente, se desconocen sus causas exactas. Otras teorías hacen referencia a la construcción del barco. Se planteó la preocupación de que el diseño y la construcción de su casco eran demasiado livianos, particularmente alrededor de la hidroala de la nave, que se encontró parcialmente desprendida después del accidente.
Posteriormente, el piloto Kaye Don rompió otros dos récords mundiales de velocidad náutica en el "Miss Inglaterra II".

## Diseñador de aviones
Cuando Segrave recuperó su interés por volar a finales de la década de 1920, diseñó un avión para viajes de lujo. El prototipo, conocido como Saro Segrave Meteor, era un monoplano bimotor de madera. Voló por primera vez el 28 de mayo de 1930. Sin embargo, su desarrollo se retrasó debido a la muerte de Segrave un mes más tarde. Solamente tres unidades de metal del Blackburn Segrave fueron construidas finalmente.

## Legado
En 1930, se estableció el Segrave Trophy para reconocer a un ciudadano británico que hubiera alcanzado logros sobresalientes en cuanto a las posibilidades del transporte por tierra, mar, aire o agua. El trofeo es otorgado por el Royal Automobile Club. Los destinatarios incluyen a Malcolm Campbell (1932), Stirling Moss (1957), Richard Noble (1983), Lewis Hamilton (2007) y John Surtees (2013).